# Jeżyna krzewiasta

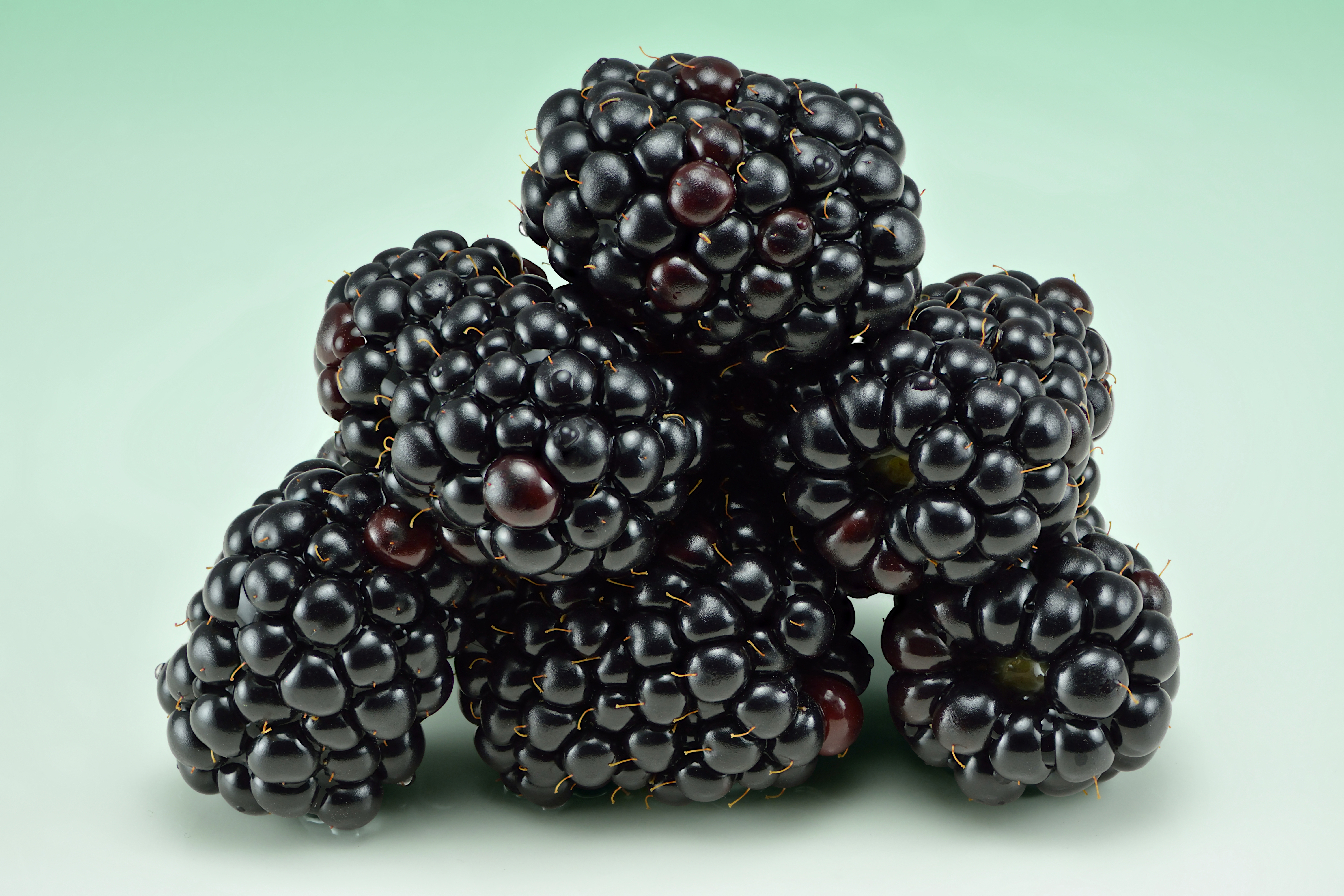

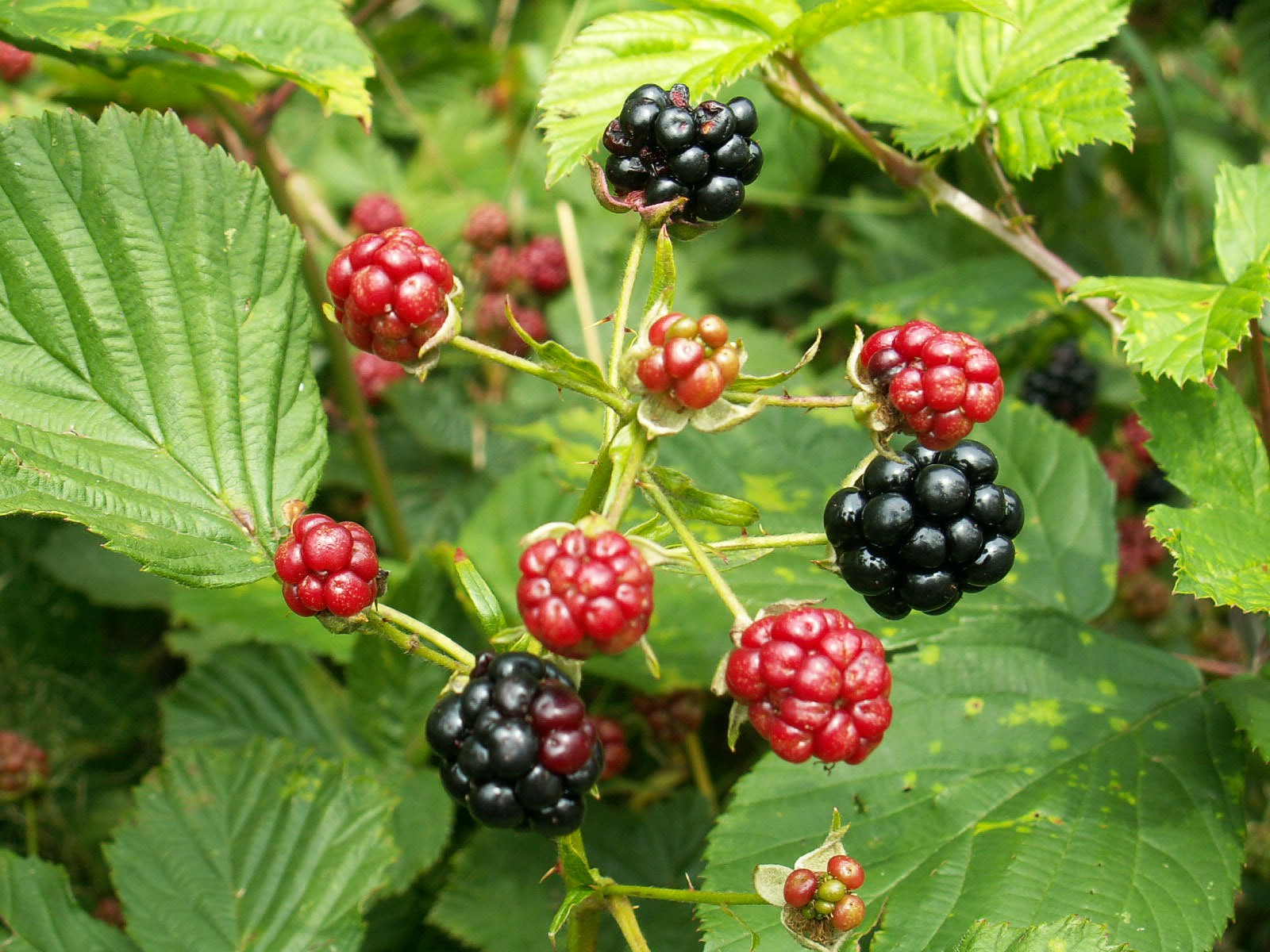
Jeżyna fałdowana; w wąskim znaczeniu R. fruticosus jest synonimem tego gatunku

Jeżyna krzewiasta (Rubus fruticosus L.) – wieloznaczna nazwa taksonomiczna o różnych znaczeniach dotyczących jeżyn (Rubus) z rodziny różowatych (Rosaceae), która stosowana jest w następujących znaczeniach:
- gatunek wskazany przez Karola Linneusza jako typowy dla rodzaju Rubus[2]; holotyp identyfikowany z diagnozą taksonomiczną Linneusza identyfikowany jest z gatunkiem jeżyna fałdowana Rubus plicatus, reprezentującym podrodzaj Rubus i sekcję Rubus[3][4][1];
- gatunek zbiorowy Rubus fruticosus agg. obejmujący cały podrodzaj Rubus[4][5][6] lub w jego obrębie sekcję Rubus[3][1];

Ze względu na występowanie w obrębie podrodzaju Rubus bardzo licznych drobnych gatunków trudnych do identyfikacji nazwa zbiorowa Rubus fruticosus jest wygodną w użyciu alternatywą w przypadku problemów z jednoznaczną identyfikacją taksonów z tej grupy. W takim użyciu stosowana jest zwłaszcza w odniesieniu do jeżyn będących wynikiem zabiegów hodowlanych.
Nazwa Rubus fruticosus stosowana jest też w odniesieniu do odmian hodowlanych będących chimerami bezkolcowymi określanymi jako jeżyna bezkolcowa.
Poza wyżej opisaną pierwotną diagnozą taksonomiczną Linneusza, także kilku innych botaników nieprawidłowo użyło tej nazwy i ich diagnozy uznawane są za synonimy taksonomiczne:
- Rubus fruticosus G.N.Jones – synonim dla Rubus vestitus Weihe
- Rubus fruticosus L. ex Dierb. – synonim dla Rubus vulgaris Weihe & Nees
- Rubus fruticosus Makino & Nemoto – synonim dla Rubus hirtus var. genuinus Godr.
- Rubus fruticosus Lour. – synonim dla Rubus cochinchinensis Tratt.